# 코리 레이놀즈
코리 레이놀즈(Corey Reynolds, 1974년 7월 3일 ~ )은 미국의 배우이다.

## 출연 작품
- 셀마 (2014)
- 더 클로저 시즌7 (2011)
- 클로저 (2005)
- 터미널 (2004)